# Коефіцієнт важкості
Коефіцієнт важкості встановлюється як коефіцієнт для оцінки діелектричної тяжкості, підтримуваної обмоткою трансформатора, враховуючи вхідне перехідне перенапруження (стрибок напруги). Він визначає запас міцності щодо стандартних приймально-здавальних випробувань у частотній або часовій області.
Коефіцієнти важкості — це нова концепція для аналізу діелектричної тяжкості, яка підтримується вздовж обмоток трансформатора, коли трансформатор подається на нестандартизовану перехідну форму сигналу напруги, індуковану від енергосистеми.
Два нові фактори, що враховуються для оцінки ступеня серйозності обмоток ізоляції як на заводі, так і в експлуатації. Один фактор називається фактором серйозності часового домену (СЧД), а інший — фактором серйозності частотного домену (ФСЧД).

## Передумови
Перший підхід до концепції фактора тяжкості був зроблений Малевським та співавт.  Пізніше Асано та ін. застосував ідею Малевського для подальшого аналізу, але включаючи концепцію енергетичної спектральної щільності (ESD), пов'язаної з перехідною хвилею напруги.  Крок вперед зробили Роча та ін., Які ввели новий коефіцієнт, який називається коефіцієнтом серйозності частотної області (СЧО).   Для тих ситуацій, коли необхідна внутрішня оцінка, новий коефіцієнт під назвою Фактор серйозності часової області (ФСЧО) був запропонований Casimiro Alvarez-Mariño та Xose M. Lopez-Fernandez.   

## Фактор серйозності частотного домену (ФСЧД)
ФСЧД розраховується на затискачах трансформаторів і математично визначається як
{\displaystyle \mathbf {FDSF(\omega )} ={\frac {\mathbf {{ESD}_{noStd}} (\omega )}{\mathbf {{ESD}_{envol}} (\omega )}}}
де ω — кутова частота, ESD noStd ( ω ) — максимальна спектральна щільність енергії вхідної нестандартної перехідної напруги, що подається на клемах трансформатора, а ESD envol ( ω ) — огинаюча спектральна щільність енергії для всіх стандартних діелектричних випробувань на клем.

## Фактор серйозності часового домену (ФСЧД)
ФСЧД надає подальшу детальну інформацію про тяжкість, яку підтримують обмотки трансформатора внаслідок перехідних явищ, що надходять від енергосистеми, щодо внутрішньої перехідної реакції внаслідок діелектричних випробувань у часовій області. Математичним виразом цього фактора є
{\displaystyle \mathbf {TDSF(i)} ={\frac {\mathbf {{\Delta V}_{noStd}} (i)}{\mathbf {{\Delta V}_{envol}} (i)}}}
де ∆V noStd ( i ) ― максимальне падіння напруги на i- му діелектричному шляху через нестандартні перехідні події, а ∆V envol ( i ) ― максимальне падіння напруги на тому ж i- му діелектричному шляху для всіх стандартних діелектричних випробувань.

### Подальше читання
- S.V. Kuzmin; E.V. Umetskaia; A.A. Zavalov. Influence of Power Quality on Value of Switching Overvoltages in Networks 6-10kV. 2020 International Multi-Conference on Industrial Engineering and Modern Technologies (FarEastCon). 4 pages , October 2020. (ISSN 978-1-7281-6951).
- Yaxun Guo; Xiaofeng Jiang; Yun Chen; Ming Zheng; Gang Liu; Xiaohua Li; Wenhu Tang. Reignition overvoltages induced by vacuum circuit breakers and its suppression in offshore wind farms. International Journal of Electrical Power & Energy Systems, Vol. 122, 106227, 7 pages, November 2020.  ISBN 0 471 05014 8).
- J. McBride; T. Melle; X. M. Lopez-Fernandez; L. Coffeen; R. Degeneff; P. Hopkinson; B. Poulin; P. Riffon; A. Rocha; M. Spurlock; L. Wagenaar. Investigation of the Interaction between Substation Transients and Transformers in HV and EHV Applications. IEEE Transactions on Power Delivery ( Early Access ), 06 August 2020, DOI: 10.1109/TPWRD.2020.3014595.
- Jakub Furgal; Maciej Kuniewski; Piotr Pajak. Analysis of Internal Overvoltages in Transformer Windings during Transients in Electrical Networks. Energies Journal 13(10):2644, March 2020. (ISSN 1996-1073).
- Marek Florkowski; Jakub Furgał; Maciej Kuniewski. Propagation of Overvoltages in the Form of Impulse, Chopped and Oscillating Waveforms in Transformer Windings—Time and Frequency Domain Approach. Energies Journal 13(2):304, January 2020. (ISSN 1996-1073).
- Jim McBride; Xose M. Lopez-Fernandez; Casimiro Alvarez-Mariño. Integration of TDSF Analysis into TECAM Transformer on Line Monitoring System. ARWtr 2019 - 6th International Advanced Research Workshop on Transformers, pp. 54-58, Cordoba-Spain, Oct 2019.(ISBN 978-84-09-11168-8).
- M. Popov. General approach for accurate resonance analysis in transformer windings. Electric Power Systems Research, Volume 161, August 2018, Pages 45-51.
- Xose M. Lopez-Fernandez; Luis Rouco; Casimiro Alvarez-Mariño; Hugo Gago; Carlos Vila. A High Frequency Power Transformers Model for Network Studies and TDSF Monitoring (PDF). I47 CIGRE Session - CIGRE 2018, 10-pages París, France, Aug 2018.
- R. Oliveirs; P. Bokoro; W. Doorsamy. Investigation of Very Fast-Front Transient Overvoltages for Selection and Placement of Surge Arresters. 2018 Power Systems Computation Conference (PSCC).
- Haifeng Ye; Xiang Tian; Hao Wu; Yabo Li; Zhen Wu; Guoming MA. Research on Evaluation Method of Transient Overvoltage Hazard Based on S-Transform (PDF). 2nd International Symposium on Advances in Electrical, Electronics and Computer Engineering (ISAEECE 2017). Advances in Engineering Research (AER), volume 124.
- Luis Rouco; Xose M. Lopez-Fernandez; Casimiro Alvarez-Mariño; Hugo Gago. Fast Front Transients in Transformer Connected to Gas Insulated Substations: (White+Black) Box Models and TDSF Monitoring (PDF). ARWtr 2016 - 5th International Advanced Research Workshop on Transformers, pp. 175-183, Spain, Oct 2016. e-ARWtr2016 transformers book (ISBN 978-84-617-9183-5).
- Banda, Cedric Amittai. Electrical transient interaction between transformers and the power system: case study of an onshore wind farm (PDF). Ph.D Report 2016.
- Marek FLORKOWSKI; Jakub FURGAŁ; Maciej KUNIEWSKI; Piotr PAJĄK. Exposure Surge transformer insulation systems the impulse voltage test and operating conditions (in Polish) (PDF). PRZEGLĄD ELEKTROTECHNICZNY, ISSN 0033-2097, R. 92 NR 10/2016.
- S. M. Ghafourian; I. Arana; J. Holbøll; T. Sørensen; M. Popov; V. Terzija. General Analysis of Vacuum Circuit Breaker Switching Overvoltages in Offshore Wind Farms. IEEE Transactions on Power Delivery 2016.
- A Holdyk; B Gustavsen. External and Internal Overvoltages in a 100 MVA Transformer During High-Frequency Transients. International Conference on Power Systems Transients (IPST2015) in June 15–18, 2015. Cavtat, Croatia.
- Giuseppe Simioli. Transformers and electric grid transient interactions – The phenomena and some topics to consider in insulation design. Transformer Life Management Conference (TLM2014).